# Godfried Maes

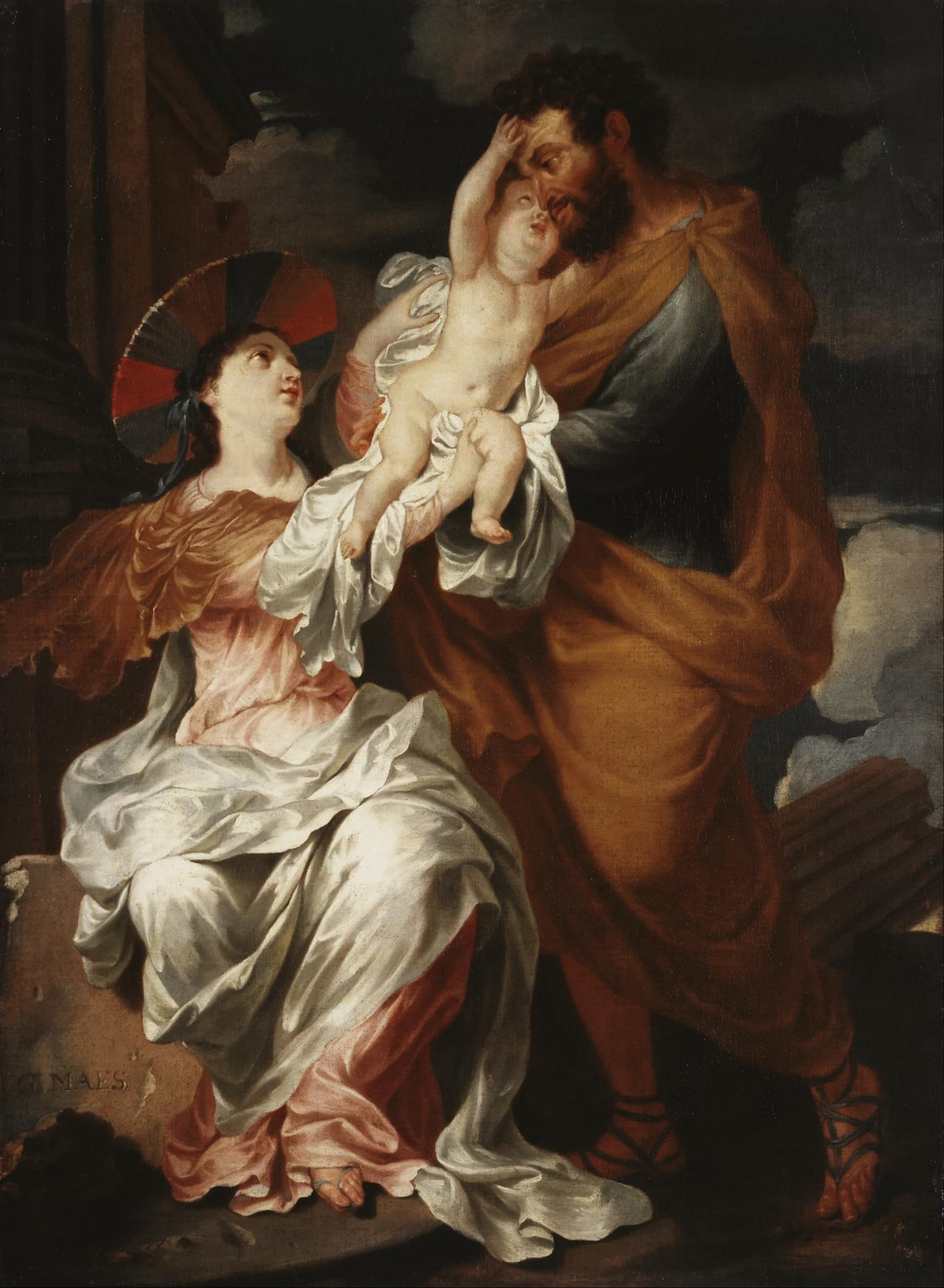
De Heilige Familie

Godfried Maes of Godefroy Maes (Antwerpen, 1649 - Antwerpen, 30 mei 1700) was een  Vlaamse barokschilder. Hij was actief als schilder van altaarstukken en allegorische voorstellingen. Hij was een productief tekenaar die ontwerpen maakte voor tapisserieateliers, uitgevers en huisdecoraties. Tot zijn opdrachtgevers behoorden vooraanstaande persoonlijkheden in de Zuidelijke Nederlanden.

## Leven
Godfried Maes werd geboren in Antwerpen als zoon van Godfried Maes (overleden in 1679) en Anna Eeckelman. Hij volgde zijn eerste opleiding bij zijn vader. In het gildejaar 1664-1665 werd hij geregistreerd als een leerling van de historieschilder Pieter van Lint. Hij werd meester in de Antwerpse Sint-Lucasgilde in gildejaar 1672-1673. Hij trouwde in 1675 met Josina Baeckelandt. Het echtpaar kreeg geen kinderen. Hij werd in 1682 deken van de gilde.
Godfried Maes was actief in Antwerpen in de periode 1664-1700. Zijn werk werd zeer goed ontvangen in de Zuidelijke Nederlanden. Hij maakte opdrachten voor kerken en particuliere opdrachtgevers in Antwerpen, Brussel en Luik. Hij werkte voor Eugen Alexander Franz, 1e Prins van Thurn en Taxis in Brussel voor wie hij plafonddecoraties realiseerde met allegorische scènes die de familie van Thurn en Taxis verheerlijkten. Tussen 1697 en 1700 werkte hij voor Maximiliaan II Emanuel van Beieren, op dat moment gouverneur van de Zuidelijke Nederlanden, aan de decoratie van het plafond van zijn residentie, het paleis van Coudenberg in Brussel. Het ontwerp stelde de figuren van Vrede en Vrijheid voor, vergezeld door de muzen Calliope en Clio.

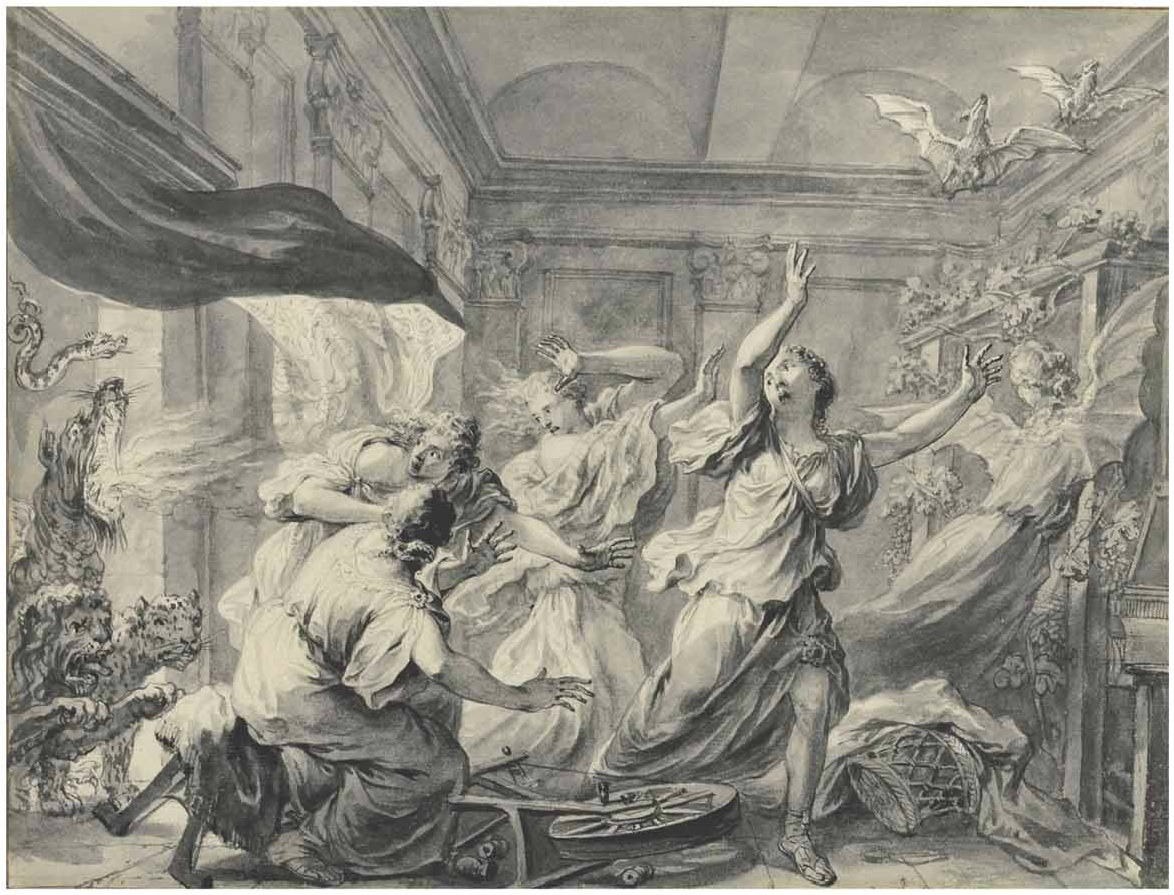
Alcithoe's zussen veranderd in vleermuizen

Zijn leerlingen waren Willem Ignatius Kerricx, Matheus Neckens, Anthonie du Pré, Dominicus Smouts, Jacob Sucquet en Gerard Thomas.

## Werk
Godfried Maes schilderde religieuze, mythologische en allegorische thema's op grote schaal.Hij wordt daarom vaak beschouwd als een vertegenwoordiger van de laatste generatie Vlaamse kunstenaars die de barokke schilderkunst beoefenden, voordat deze zich ontwikkelde tot rococo. Zijn werk vertoont echter meer verwantschap met het classicisme dat zich in de tweede helft van de 17e eeuw in Italië en Frankrijk had ontwikkeld..
Hij leverde cartoons aan de Vlaamse tapijtwerkplaatsen.  Hij wordt vermeld als ontwerper voor het Brusselse tapijtatelier van Urbanus Leyniers. Een aantal Brusselse tapijtproducenten voerden suites uit van De seizoenen en de elementen en De vier continenten naar ontwerpen van Godfried Maes.

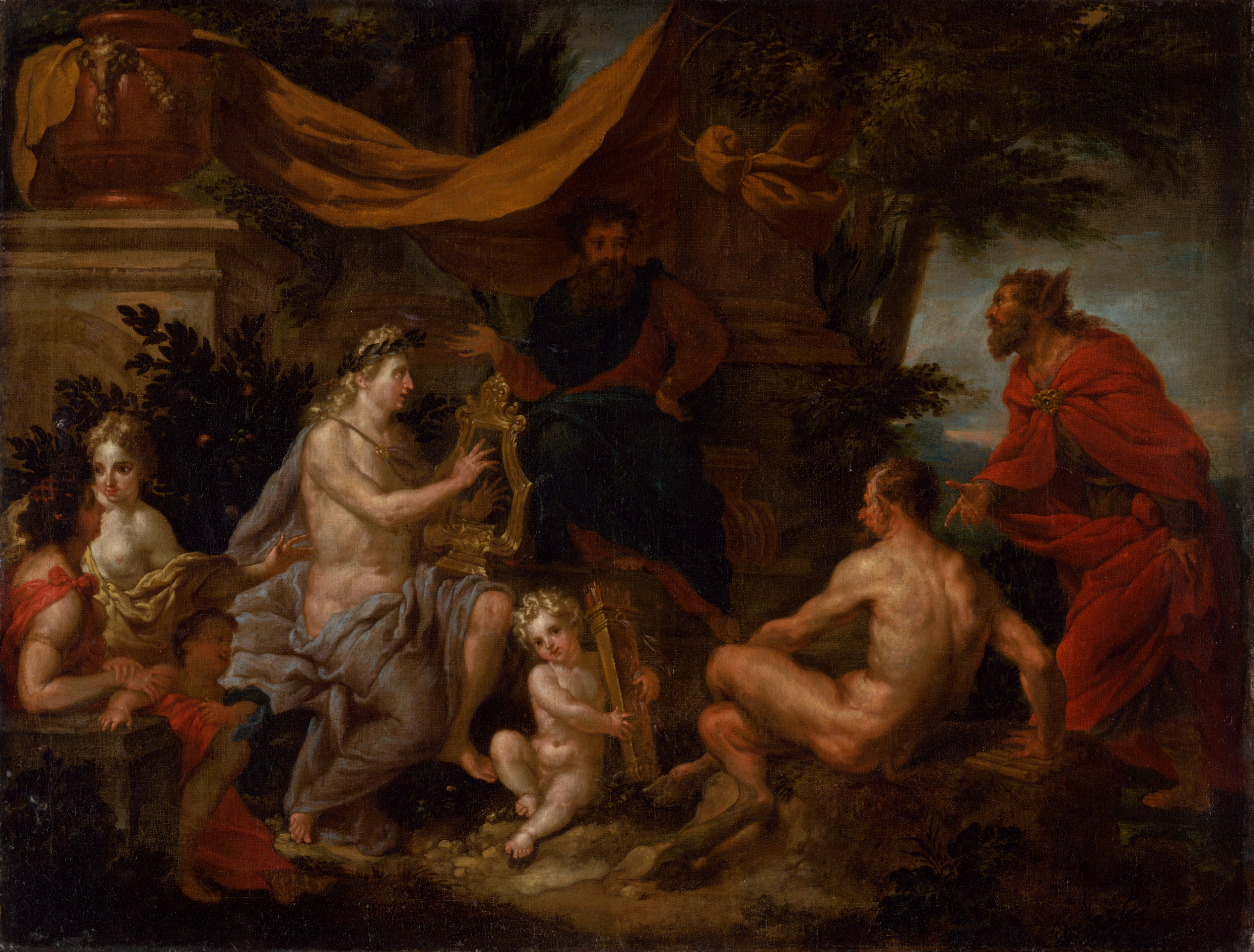
De muziekwedstrijd van Pan en Apollo

Hij ontwierp illustraties voor verschillende publicaties. Hij maakte 83 voorbereidende ontwerpen voor een editie van de Metamorfosen van Ovidius. Maes maakte verschillende ontwerpen voor decoratieve schilderijen. Sotheby's verkocht een ontwerp voor een plafondschildering op 8 juli 2009 in Londen (lot 121). Twee andere ontwerpen voor decoratieve schilderijen van Maes zijn bekend: de Dood van Achilles (Ashmolean Museum, Oxford) en een ontwerp voor een overdeur van Minerva geflankeerd door de vier kardinale deugden (prentenkabinet Universiteit Leiden).

## Werken
- Oprichting van het Kruis (Abdijkerk van Grimbergen)
- De Aankondiging (Abdijkerk van Grimbergen - verloren gegaan in een brand op 10 februari 1993)
- De Heilige Martinus wekt een dode tot leven (Sint-Martinuskerk (Aalst)